# Aeroportul Beluga
Aeroportul Beluga (IATA: BVU, ICAO: PABG, FAA LID: BLG) este un aeroport din Alaska, Statele Unite ale Americii ce deservește zona Beluga⁠(d). Aeroportul a fost tranzitat în 2019 de 2.274 de pasageri. A fost numit după zona deservită.
Situat la o altitudine de 27 m, aeroportul dispune de 2 piste.

## Infrastructură

### Piste
Aeroportul dispune de 2 piste. Pista 01/19 are suprafața de pietriș și dimensiunile 5.002 picioare × 100 picioare. Pista 09/27 are suprafața de pietriș și dimensiunile 2.505 picioare × 60 picioare. 